# Benedetto X
Giovanni Mincio, noto anche come Giovanni dei conti di Tuscolo (... – 1074), fu un cardinale italiano che fu eletto papa nel conclave del 1058 ed è considerato antipapa.

Stemma dei conti di Tuscolo

Giovanni, detto spregiativamente Mincio (dal francese antico mince cioè uomo leggero, balordo, oggi traducibile con "minchione") era figlio di Guido, signore di Poli, un esponente della famiglia dei conti di Tuscolo, fratello di papa Benedetto IX, famiglia che già vantava, tra esponenti riconosciuti e figli illegittimi, almeno una decina di Papi.
Fu eletto papa il 4 aprile 1058, con l'aiuto dei suoi familiari, capeggiati dallo zio Gregorio II di Tuscolo e da Gerardo di Galeria (lo stesso che, tredici anni prima, aveva aiutato i Crescenzi a eleggere Papa Silvestro III).

## Biografia
Vescovo di Labico, divenne cardinale-vescovo di Velletri sotto papa Leone IX.

### L'ascesa al Soglio Pontificio
Il 4 aprile 1058 Giovanni dei Conti di Tuscolo fu eletto successore di papa Stefano IX; assunse il nome di Benedetto X. Un membro della nobile famiglia tornava a sedersi sul trono di Pietro 25 anni dopo papa Benedetto IX. Non a caso il nuovo pontefice scelse lo stesso nome pontificale del suo illustre parente. Giovanni, inoltre, era stato buon amico di Papa Stefano IX (1057-58), il tedesco Friedrich dei duchi di Lotaringia, che nel 1057 lo aveva inserito in una lista di cinque possibili successori di papa Vittore II (1054-57) prima di essere eletto papa lui stesso.
Un certo numero di cardinali, tuttavia, sostennero che l'elezione fosse stata irregolare e che diversi voti erano stati comprati con la corruzione, la sobillazione del popolo e la violenza. Insomma, la loro reazione fu esattamente l'opposto di quella che si aspettavano i Tuscolani. I cardinali accusati furono costretti a fuggire da Roma, così come fecero quelli che deplorarono l'elezione.
Anche la consacrazione, avvenuta il giorno dopo, domenica 5 aprile (due settimane prima della Pasqua), avvenne irregolarmente, perché San Pier Damiani, incaricato di presiederla in quanto cardinale-vescovo di Ostia, si rifiutò di farlo e fu sostituito da un tal Gregorio, cardinale arciprete. C'è da dire che i più eminenti membri della Chiesa si schierarono subito contro Benedetto X, solo pochissimi cardinali lo difesero. In suo appoggio vi erano perlopiù i nobili e i parenti, il popolo e il clero della città, ma non i cardinali né i membri più celebri e stimati della Chiesa, perché la sua elezione non era partita dai "vertici" delle gerarchie ecclesiastiche ma dal basso, dal popolo istigato dai nobili.
Seppure il Mincio fosse uno dei membri più stimati della Chiesa, San Pier Damiani lo descrisse come un ignorante, e fu Leone Ostiense a rendere noto il soprannome "Mincio" (forse però di origine solo familiare: uno zio di Giovanni, tal Gregorio, forse proprio Gregorio II di Tuscolo, era detto pure "Mincio").

### Il pontificato
Benedetto X conferì il pallium a Stigand arcivescovo di Canterbury, il quale era stato ritenuto da Leone IX, Vittore II e Stefano IX eletto in modo irregolare, e perciò essi non glielo avevano mai conferito; quando in séguito Benedetto fu dichiarato antipapa, quest'atto fu annullato, e Stigand fu ritenuto, ancora, come occupante irregolarmente la sua sede. Concesse il castrum Montis S. Petri in Auximano comitatu a dei nobili, dietro il pagamento agli actionariis Romanae ecclesiae di dodici denari pavesi, e confermò, dietro richiesta del vescovo Ezelone, dei beni al monastero di San Maurizio di Hildesheim. L'8 maggio stabilì l'obbligo per gli Ungheresi di passaggio a Roma di alloggiare presso il monastero di S. Stefano; il 1º giugno concesse una parte dei proventi dell'altare di San Pietro ai prioribus mansionariorum scholae confessionis b. Petri.

### La crisi
Poco dopo l'elezione, tornò a Roma Ildebrando di Soana, che era stato inviato da Stefano IX alla corte dell'Imperatrice Agnese (madre e reggente per l'allora minorenne Enrico IV), la quale aveva messo in dubbio la validità dell'elezione di Stefano. Non appena Ildebrando seppe che Stefano era morto e che era stato eletto Benedetto, decise di opporvisi e ottenne subito l'appoggio del duca Goffredo di Lorena e Toscana, fratello del defunto Stefano IX, per l'elezione di Gerard de Bourgogne, vescovo di Firenze; mesi dopo, ottenne anche quello dell'imperatrice Agnese. I cardinali che si erano opposti all'elezione di Benedetto X si riunirono a Siena il 18 aprile del 1058 e all'unanimità il 6 maggio scelsero proprio Gerard de Bourgogne come papa; sette mesi dopo, il 6 dicembre, quando la reggente Agnese ebbe dato il suo pieno consenso, e tutte le divergenze e le irregolarità nella scelta di Gerard furono chiarite e appianate, sempre a Siena lo elessero ufficialmente. Di fatto, però, Gerard non era ancora legittimo pontefice, sia perché ce n'era un altro in carica sia perché gli mancava il rito di consacrazione e incoronazione.

### Da Papa ad Antipapa
Durante il suo viaggio verso Roma, Gerard, assieme a Guiberto, cancelliere imperiale e rappresentante di Agnese, tenne un sinodo a Sutri il 18 gennaio 1059 dove dichiarò deposto Benedetto X e lo scomunicò. Ma, pur non essendo più Benedetto X papa, Gerard non era ancora pontefice vero e proprio, legittimo a tutti gli effetti; lo sarebbe divenuto con il rito ufficiale di consacrazione e incoronazione.
Gli storici che hanno sostenuto la validità del pontificato di Benedetto hanno asserito che esso ebbe termine il 18 gennaio con la sua deposizione voluta e sostenuta all'unanimità da tutti i cardinali riformatori (la maggioranza assoluta dell'intero collegio cardinalizio) e che quello di Gerard ebbe inizio il 24 gennaio successivo, giorno in cui fu incoronato e prese possesso di Roma con il nome pontificale di Niccolò II, dopo aver espulso il rivale: ciò perché all'epoca, secondo il diritto canonico, si diveniva papa vero al momento dell'incoronazione, non prima.
Un papa eletto ma non consacrato era, per il diritto canonico dell'epoca, non un vero papa ma solo un aspirante al titolo.
Al termine del Sinodo di Sutri, Gerard, già prima della sua consacrazione, indisse il sinodo successivo, il Sinodo Lateranense, che si sarebbe tenuto durante la Pasqua dello stesso anno (circa un anno dopo l'elezione di Benedetto X) e nel quale, oltre a definire provvedimenti in materia disciplinare e di fede, riformò la procedura dell'elezione pontificia delegandola ai soli cardinali, escludendo tutti gli altri ecclesiastici, i nobili, l'esercito e il popolo.
L'esperienza di Benedetto X fu fondamentale per rivedere le contorte e oscure procedure d'elezione dei Papi e servì a Niccolò II da motivo per correggerle (anche se quattordici anni più tardi, con l'elezione di Gregorio VII, tali nuove regole saranno disattese del tutto).
Il 24 gennaio 1059, quindi, i sostenitori di Niccolò ottennero il controllo di Roma e costrinsero Benedetto X a fuggire nel castello di Gerardo di Galeria. Dopo il suo arrivo a Roma, Niccolò proseguì la guerra contro Benedetto ed i suoi sostenitori con l'aiuto dei Normanni. Una prima battaglia si svolse a Campagna all'inizio del 1059, ma non fu decisiva in favore di Niccolò; più tardi nello stesso anno, verso aprile, le sue forze conquistarono Palestrina, Frascati e Mentana, e attaccarono quindi Galeria costringendo Benedetto ad arrendersi e a rinunciare al papato.

### Tramonto
A Benedetto X fu concessa la libertà ed egli si ritirò in una delle sue residenze di famiglia, ma Ildebrando, temendo che si facesse strumentalizzare per contrastare il Papa legittimo, lo fece successivamente imprigionare, nel 1060, nell'ospedale di Sant'Agnese; lo stesso anno si tenne un pubblico processo contro di lui, in quanto la sua deposizione dello scorso gennaio e la sua abdicazione volontaria dello scorso aprile non furono ritenute sufficienti. A nulla valse che Benedetto confessò d'esser stato costretto ad accettare un'elezione non voluta. Fu solennemente deposto dal Papato (di nuovo) e degradato. Ovviamente, Ildebrando fece da pubblica accusa. Forse il processo nacque dal fatto che il popolo di Roma riconosceva ancora Benedetto come papa, nonostante un anno prima l'avesse abbandonato per la corruzione di Ildebrando, che con il denaro s'era assicurato l'appoggio della gente a favore di Niccolò.
Leone Ostiense ci dice che Giovanni, prima scomunicato, fu riammesso alla comunione laica e obbligato a risiedere in Santa Maria Maggiore; Bonizone ci dice che ammise tutte le sue colpe, una per una, non giustificandosi per nessuna di esse.
Morì alla corte dei Canossiani nel 1074, sotto papa Gregorio VII, ossia Ildebrando di Soana, il feroce nemico d'un tempo. Ildebrando, ormai riconciliato con lui, dispose che venisse seppellito onorevolmente nella Basilica di Sant'Agnese fuori le mura, dove il popolo gli rese omaggio acclamandolo come fosse stato un vero papa tra Stefano IX e Niccolò II.

## Significato storico e fama
La più importante conseguenza della vicenda di Benedetto X fu l'adozione di nuove leggi riguardanti l'elezione del papa durante un sinodo indetto da Niccolò II nel Palazzo del Laterano nella Pasqua del 1059. Niccolò, con la bolla In nomine Domini, delegò l'elezione ai soli cardinali-vescovi ed escluse chiunque altro, persino i monarchi: in pratica, abolì il Privilegium Othonis di Papa Giovanni XII del 962. Fino al 1904 Benedetto X era considerato legittimo Papa fino al 18 gennaio 1059, anche se molti storici avevano messo in dubbio che la sua elezione, avvenuta senza la consultazione dei cardinali e contro il giuramento voluto da Stefano IX, fosse stata valida. E non sempre, nel corso dei secoli, era stato ritenuto vero papa: il suo ritratto, tuttavia, nella Basilica di San Paolo fuori le Mura esiste, non essendo stato rimosso. Nel XIV secolo era ritenuto, come pure gli antipapi Cristoforo, Dono II (dall'esistenza dubbia) e Bonifacio VII, vero pontefice: nel 1303 Niccolò di Boccassio prese nome Benedetto XI. In difesa della sua legittimità papale, il cardinale Stefano Borgia scrisse Apologia del Pontificato di Benedetto X (1752).